# Церква Георгія Побідоносця (Кулішівка)
 Церква Георгія Побідоносця  (рос. Церковь Георгия Победоносца) — православний храм у селі Кулішівка Ростовської області;  Ростовська і Новочеркаська єпархія, Азовське благочиння.
Адреса: 346744, Ростовська область, Азовський район, село Кулішівка, вулиця Червоноармійська, 189а.

## Історія
Вже на плані Кулешовки Катеринославської губернії Ростовського округу, складеному в 1857 році, було визначено місце для будівництва молитовного будинку. Церква в селі існувала з 1861 року; храм був дерев'яний, обкладений залізом. Мав одну велика голову і три малих — над вівтарем, з північної і південної сторін. Іконостас був заввишки майже 11 метрів, був клірос і верхній хор. Поблизу храму розташовувалася садиба священика.
У 1930-ті роки храм був зруйнований, богослужіння звершувалися в молитовному будинку. З 1937 року в приміщенні молитовного будинку розмістився клуб колгоспу «Перемога», а в 1942 році, в період німецької окупації, будівля молитовного будинку використовували під стайню. Коли в 1943 році село було звільнене радянськими військами, у храмі розташувався військовий шпиталь. 24 листопада 1944 року була зареєстрована Георгіївська община, і регулярні служби в молитовному будинку тривали до 1954 року, коли він був знову був закритий, і в ньому розмістився клуб. Після розпаду СРСР, у 1990-ті роки, клуб згорів.
Нове приміщення для богослужінь селяни знайшли ще при існуючому клубі — ну вулиці Червоноармійській, 189, почавши своїми силами перебудову старого будинку під молитовний будинок. Будинок обклали цеглою без фундаменту, стіни всередині були оббиті фанерою, тому скоро будинок почав руйнуватися. У червні 1984 року на цьому місці почалося будівництво нового храму. Протягом трьох років побудували будівлю церкви, просфорня, літню кухню, великий підвал. 21 червня 1987 року митрополит Ростовський і Новочеркаський Володимир освятив престол храму в честь Великомученика Георгія Побідоносця і привіз для нього частки святих мощей Великомученика Пантелеймона і мученика Іоанна Руського. У 1995 році побудовано будинок недільної школи. У 2008 році встановлено дзвони.
В даний час під будівництво нового храму на місці першого, дерев'яного, Кулешовская сільська адміністрація виділила в постійне (безстрокове) користування земельну ділянку за адресою: вул. Леніна, 164в.
Спочатку настоятелем храму був ієрей Святослав Вікторович Баденков, в даний час — протоієрей Олександр Якимов.